# Vidya Balan
Vidya Balan (Mumbai, 1979) és una actriu índia. És coneguda per ser pionera en un canvi en la representació de les dones al cinema hindi amb els seus papers en pel·lícules dirigides per dones. Ha rebut diversos premis, com ara un National Film Award i set Filmfare Awards. El govern de l'Índia li va concedir el Padma Shri el 2014.
Vidya volia ser actriu des de ben jove i va tenir el seu primer paper el 1995 en la comèdia de situació Hum Paanch. Mentre cursava un màster en sociologia a la Universitat de Bombai, va fer diversos intents infructuosos d'iniciar una carrera al cinema i va aparèixer en anuncis de televisió i vídeos musicals. Finalmnet, va debutar al cinema protagonitzant la pel·lícula bengalí Bhalo Theko (2003) i va rebre elogis per la seva primera pel·lícula hindi, el drama Parineeta (2005). Va continuar treballant obtenint diversos èxits comercials a Lage Raho Munna Bhai (2006) i Bhool Bhulaiyaa (2007), però els seus papers posteriors no van aconseguir impulsar la seva carrera cap endavant.
Vidya va continuar treballant en diverses pel·lícules que finalment li van valer el reconeixement de la crítica i els premis. Aquests van ser al drama Paa (2009), la comèdia negra Ishqiya (2010), els thrillers No One Killed Jessica (2011) i Kahaani (2012) i el biopic The Dirty Picture (2011). L'últim d'ells li va valer el Premi Nacional de Cinema a la millor actriu. Després d'una recessió, Vidya va tornar a la seva carrera interpretant dones alegres que concilien la vida laboral i familiar a Tumhari Sulu (2017) i Mission Mangal (2019). Aquest últim va sorgir com el seu llançament més taquiller. Des de llavors, Vidya ha protagonitzat les pel·lícules d'Amazon Prime Video Shakuntala Devi (2020), Sherni (2021) i Jalsa (2022).
Vidya també promou causes humanitàries i dona suport a l'empoderament de les dones. És membre de la Indian Central Board of Film Certification i ha presentat un programa de ràdio. Vidya està casada amb el productor de cinema Siddharth Roy Kapur.